# 波士頓兒童博物館
波士頓兒童博物館是位於美國麻薩諸塞州波士頓的一座兒童博物館。

## 历史
创建于1913年，展示主題是兒童的教育。波士頓兒童博物館地處兒童碼頭，是美國第二座兒童博物館，提供眾多服務兒童的娛樂和教育活動。

## 外部連結
- The official website

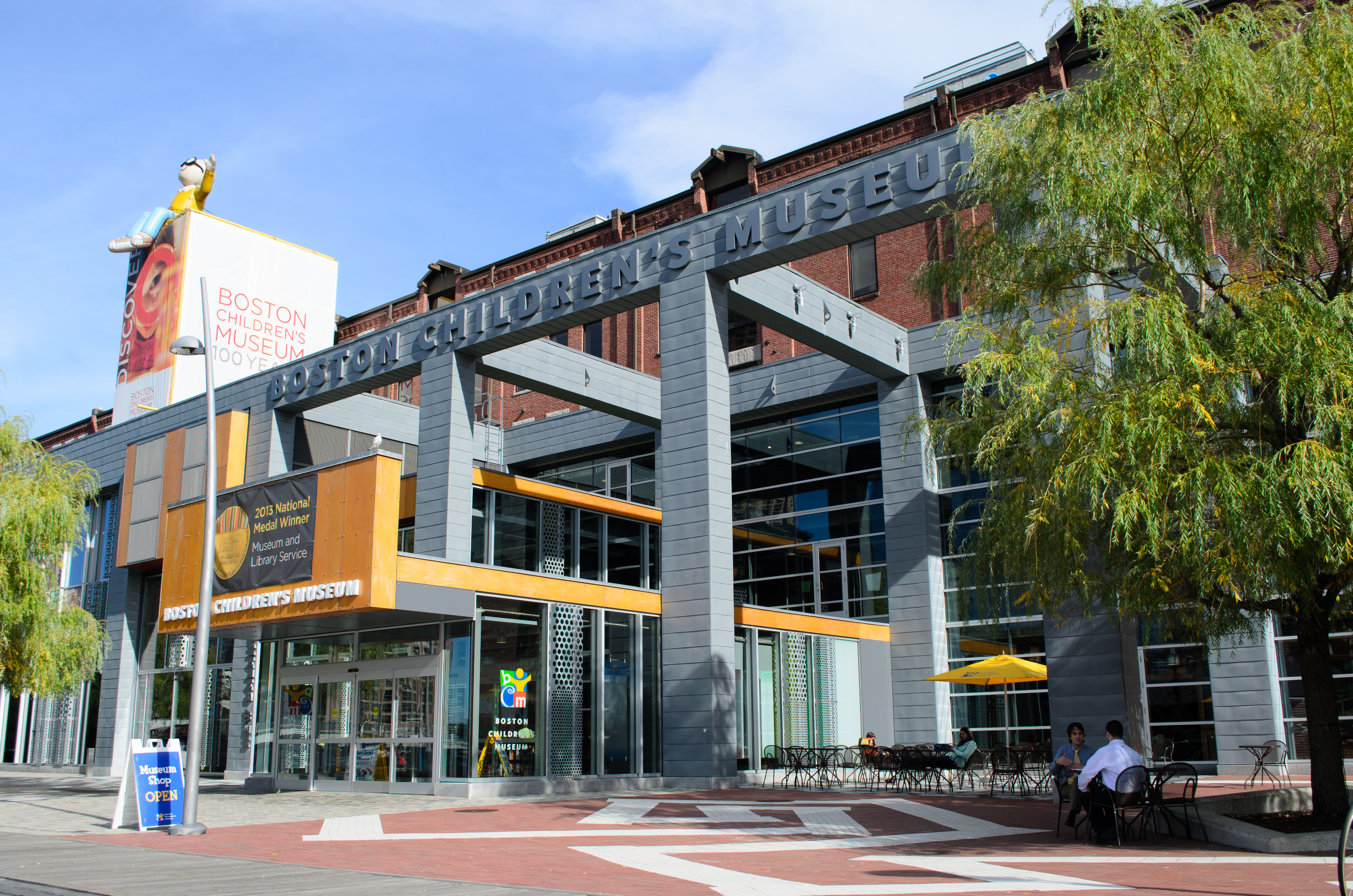

- Pinebank （页面存档备份，存于） First home of Boston Children's Museum

42°21′5.84″N 71°2′59.15″W / 42.3516222°N 71.0497639°W